# Brigada de Demolición
La Brigada de Demolición (The Wrecking Crew) es un equipo de cuatro supervillanos, que aparecen en los cómics estadounidenses publicados por Marvel Comics, formado por el Demoledor (The Wrecker), Bulldozer, Martinete (Pildedriver) y Bola de Trueno (Thunderball). Si bien no son mostrados en la portada, la primera aparición de la Brigada de Demolición tuvo lugar en Los Defensores  #17 (noviembre de 1974).
La Brigada de Demolición aparece en la serie del Universo Cinematográfico de Marvel She-Hulk: Attorney at Law (2022).

## Biografía ficticia
La Brigada de Demolición se forman cuando Dirk Garthwaite - El Demoledor - es propuesto por el Dr. Eliot Franklin en la cárcel y le pide recuperar una bomba gamma que Eliot había diseñado, con la intención de rescatar Nueva York por millones de dólares. Garthwaite logra recuperar su palanca encantada, y durante una tormenta eléctrica le dice a Franklin y sus compañeros prisioneros Henry Camp y Brian Calusky que agarren el arma al mismo tiempo. Un rayo golpea la palanca y transforma a los cuatro hombres en la Brigada de Demolición. De inmediato escapan de la prisión y en el curso de la búsqueda de la bomba gamma son derrotados por Los Defensores y Luke Cage.
Con los años la Brigada de Demolición ha perpetuado un ciclo muy familiar - el escape de la prisión, la lucha y, posteriormente, perder contra los superhéroes, y volver a la cárcel. La Brigada de Demolición ha luchado contra Los Vengadores, Capitán América, Puño de Hierro, Runaways, Spider-Man, el Sub-Marinero, La Cosa, y su enemigo principal - Thor. Cuando la Brigada de Demolición peleó contra Thor por primera vez, se aseguraron de que sería una victoria rápida. Thor, sin embargo, los derrota en todos los momentos y lesiona críticamente a Demoledor. Bola de Treuno escapa y varias semanas más tarde recupera la palanca de Demoledor, y luego forma su propia pandilla antes de ser derrotado por Spider-Man.
El equipo es más elegido por el ser conocido como el Beyonder para participar en las Secret Wars contra un equipo de superhéroes elegidos.
El acto más despreciable de La Brigada de Demolición fue participar en la paliza casi mortal del héroe Hércules durante el asedio de la Mansión de los Vengadores por el equipo de supervillanos de los Maestros del Mal. Con la ayuda de Thor, Hércules finalmente se enfrenta a la Brigada de Demolición y los derrota, restaurando su confianza en sí mismo.
La Brigada de Demolición fue encarcelada en La Balsa, cuando Electro liberó a los presos en Nuevos Vengadores.
Durante la Guerra Civil, la Brigada de Demolición es forzada a unirse a los Thunderbolts o recibir más tiempo en la prisión.
Más tarde escapan a Canadá para evitar la Ley de Registro Sobrehumana. Al llegar a Canadá, la brigada, excepto Bola de Trueno, asesinan a casi todo el mundo dentro de un bar de Canadá, debido a un "molesto" tono de llamada de teléfono celular. A continuación, unen sus fuerzas con los míticos Grandes Bestias y luchan contra el equipo de superhéroes de Vuelo Omega.
Después de que Omega flight derrota a la Brigada en batalla, son encarcelados en una cárcel de Manitoba, pero logran escapar y regresar a los Estados Unidos, donde son reclutados para unirse al sindicato del crimen de The Hood.
La Brigada de Demolición fueron contratados más tarde por Puzzle para matar al Castigador durante la trama de venganza de Puzzle contra Frank Castle. Sin embargo, antes de que Demoledor pueda dar el golpe final, es derrotado por Rhino, que le debía un favor después de que Frank Castle le perdonó la vida.
En Secret Invasion, ellos se encuentran entre los muchos supervillanos que se reunieron con el sindicato del crimen de the Hood y atacaron a una fuerza invasora Skrull.
Durante el arco "Buscar Tony Stark", La Brigada de Demolición vuelve a unirse a la pandilla de Hood mientras atacan el Castillo Doom.

## Miembros

### Actuales
- Demoledor / The Wrecker (Dirk Garthwaite) - El líder del equipo empuña una palanca indestructible con propiedades mágicas. Teme y odia al Dios del Trueno llamado Thor.

- Bulldozer (Henry Camp) - Bulldozer tiene un casco de metal blindado y lucha embistiendo a sus víctimas con la cabeza.

- Martinete / Piledriver (Brian Philip Calusky) - Martinete pelea con sus enormes puños de la Fuerza Sobrehumana.

- Bola de Trueno / Thunderball (Dr. Eliot Franklin) - Bola de Trueno es el pensador del equipo y empuña una enorme bola de demolición con una cadena.

### Ex
- Excavador / Excavator (Ricky Calusky) - El hijo adolescente de Martillete y un miembro temporal. Excavador empuñó una pala encantada que se rompió en su primera batalla, cuando golpeó en la cabeza a Molly Hayes (que sólo irritó a la pequeña niña mutante).[15]

- Bulldozer (Marci Camp) - Es la hija de Henry Camp, el Bulldozer original, que heredó los poderes del villano así como su entrenamiento. Ella ahora trabaja junto a su padre como el Bulldozer original.

- Demoledor / The Wrecker (nombre real desconocido): un mercenario que reemplazó a Bola de Trueno como miembro de la Brigada de Demolición en un trabajo para Wilson Fisk. Ella y el resto de la tripulación fueron derrotados por Chica Luna y Dinosaurio Diablo.[16]

## Otras versiones

### Marvel Zombies
En Marvel Zombies vs the Army of Darkness, Bola de Trueno ve la lucha contra Daredevil, a quien vence con la ayuda de Ash Williams (que erróneamente cree que Daredevil es el villano). Más tarde, Bola de Trueno está tratando de luchar contra varios zombis, incluidas las versiones infectadas de Demoledor, Martillo, y Bulldozer. El Punisher se llega a la escena y dispara a muerte a Bola de Trueno, entonces dirige su atención a los zombis. Los restantes miembros de la Brigada de Demolición están posteriormente entre los zombis que atacan e infectan a Punisher.

### Ultimate Wrecking Crew
La Brigada de Demolición inicialmente aparece en Ultimate Spider-Man como un equipo de limpieza para las batallas de super-humanos, como los empleados de Control de Daños. A continuación, aparecen brevemente en Ultimate Hulk Annual luchando contra Zarda después de ganar las armas, poderes y trajes de sus homólogos convencionales y aprovechando el Edificio Flatiron. Hasta el momento no se sabe cómo o por qué han adquirido sus armas, trajes, o poderes ni cómo cambiaron su comportamiento.

### JLA/Avengers
La Brigada de Demolición tiene una breve aparición en la última edición como parte del ejército de Krona, siendo derrotados por la Mujer Maravilla.

## En otros medios

### Televisión
- La Brigada de Demolición aparece por primera vez en el episodio "Errar es de Sobrehumanos" de la serie The Super Hero Squad Show, con Demoledor con la voz de Charlie Adler, Bulldozer con la voz de Roger Rose, Martinete con la voz de Travis Willingham y Bola de Trueno con la voz de Alimi Ballard.
- La Brigada de Demolición aparece en Los Vengadores: los héroes más poderosos de la Tierra con Demoledor con la voz de J. B. Blanc, Bulldozer con la voz de James C. Mathis III, Martinete con la voz de Nolan North y Bola de Trueno con la voz de Gary Anthony Williams. En el episodio "Thor, el Poderoso", ellos atacan un muelle que contiene un cargamento de armas y elimina a los policías solo para terminar luchando contra Thor. Se reveló que Loki en la forma de Líder contrató a la Brigada de Demolición como una distracción para que pueda hacer que los Gigantes de Hielo invadan Asgard. Luego aparecen durante el evento "Gamma World", trabajando para el verdadero Líder. Aumenta sus poderes con radiación gamma, lo que les permite derrotar a Thor y Doc Samson, aunque ninguno de ellos puede manejar Mjolnir, a pesar de sus esperanzas. Son derrotados por una combinación de Thor y Pantera Negra, junto con la destrucción del generador domo Gamma. Luego son retirados por las fuerzas de S.H.I.E.L.D (usando cubículos especiales de la prisión), antes de que llegue la segunda onda Gamma. Durante la segunda Onda Gamma, se reveló que Demoledor y Martinete estaban infectados con radiación Gamma. Intentaron recoger el martillo de Thor, pero fallaron cuando Thor lo convocó mientras él (junto a Doc Samson) fue capturado. En "Sin Poderes", la Brigada de Demolición lucha contra el Capitán América, Thor, Iron Man y Hawkeye en el metro. Cuando la Encantadora lanza el hechizo que deja al Capitán América, Thor y Iron Man sin poder, Hawkeye tuvo que defenderlos hasta que la Brigada de Demolición fue derrotada a la llegada del Destructor.
- La Brigada de Demolición aparece en Ultimate Spider-Man de la primera temporada en el episodio 18 "Daños", con Demoledor con la voz de John DiMaggio, Bulldozer con la voz de Kevin Michael Richardson, Martinete con la voz de Cam Clarke y Bola de Trueno con la voz de Chi McBride. Causan estragos en la ciudad hasta que terminan peleando contra Spider-Man y su equipo. Resulta que la Brigada de Demolición se había infiltrado en Control de Daños para explotar su trabajo de limpieza para los robos encubiertos de un banco cercano. Mientras investiga el Control de Daños (por el presentimiento equivocado de que la organización misma es la responsable), Spider-Man termina luchando y derrotando a la Brigada de Demolición con la ayuda de Nova, Power Man, Iron Fist, White Tiger y el CEO de Control de Daños Mac Porter.
- La Brigada de Demolición aparece en Avengers Assemble, con John DiMaggio, Cam Clarke y Fred Tatasciore repitiendo sus papeles como Demoledor, Martinete y Bola de Trueno, mientras que Travis Willingham interpreta a Bulldozer:
  - En la primera temporada aparece en el episodio 12 "Vengadores: Imposible", fueron vistos en medio de un robo de banco cuando terminan luchando contra los Vengadores y son derrotados. Cuando el Hombre Imposible llega, libera a la Brigada de Demolición como parte de su toma dos en su programa sobre Falcon. Falcon es capaz de derrotar a Demoledor y Bola de Trueno, mientras los Vengadores intentan detener a Hombre Imposible. Falcón entonces derrota a Bulldozer y Martinete.
  - En la segunda temporada, episodio 11, "Destrezas", el grupo asalta un lugar A.I.M. abandonado luego de ser derrotados por los Vengadores.
- La Brigada de Demolición aparece en Hulk and the Agents of S.M.A.S.H., con Demoledor con la voz de Steven Blum en "El Encantador de Skaar" y Fred Tatasciore en "Prisioneros Inesperados", Bulldozer con la voz de Benjamin Diskin, Bola de Trueno con la voz de Fred Tatasciore en "El Encantador de Skaar" y por Jonathan Adams en "Prisioneros Inesperados", y Martinete expresado por Jonathan Adams en "Prisioneros Inesperados".[19]
  - En la primera temporada, episodio 11 "El Encantador de Skaar", ayudan al Hombre Absorbente a iniciar un disturbio en la Bóveda. Es derrotado por los Agentes de S.M.A.S.H.
  - En la segunda temporada, episodio 12, "Prisioneros Inesperados", se muestra que la Brigada de Demolición son internos de la sección de la Bóveda que preside Abominación. Después de que los "Agentes de S.M.A.S.H." detengan la "purga" de Abominación de su sección de la Bóveda con la ayuda de Hombre Absorbente y Titania, la Brigada de Demolición es vista con Hombre Absorbente y Titania cuando son transferidos a otra instalación de prisión.
- La Brigada de Demolición aparece en el episodio de la serie de Disney+, She-Hulk: Attorney at Law (2022), "The People vs. Emil Blonsky",[20]con el  Demoledor y Bola de Trueno interpretados por Nick Gomez y Justin Eaton respectivamente, mientras que Piledriver y Bulldozer son interpretados por actores no acreditados.[21]Esta versión del grupo son asociados de Intelligencia que manejan equipo de construcción asgardiana.

### Película
- La Brigada de Demolición se menciona brevemente (pero no se ve) en la película animada de 2014 Heroes United: Iron Man y Captain America. Se mencionó que fueron derrotados por el Capitán América.

### Videojuegos
- La Brigada de Demolición aparecen en los juegos Spider-Man: The Animated Series para Sega Genesis y Super Nintendo.[22]

- La Brigada de Demolición aparece en el videojuego Marvel: Ultimate Alliance. Son miembros de los Maestros del Mal del Dr. Doom. Durante la misión del Puente Bifrost, la Brigada de Demolición son vistos bloqueando el puente para evitar que lleguen refuerzos. Pero todos son derrotados después de luchar contra los héroes. La Brigada de Demolición tiene un diálogo especial con Luke Cage y Elektra.
- La Brigada de Demolición aparece como jefe en el videojuego de Facebook Marvel: Avengers Alliance, con Bulldozer, Martinete, Bola de Trueno y Demoledor.

### Varios
- La caricatura El laboratorio de Dexter parodió la Brigada de Demolición en el programa de "Action Hank", que incluyó un equipo de chicos malos con el mismo nombre. Dos de los miembros de la Brigada de Demolición empuñaban una palanca y una bola de demolición (como Demoledor y Bola de Trueno), mientras que otro empuñaba un martillo mecánico.